# Инвазија Пољске
Инвазија Пољске (пољ. Kampania wrześniowa) снага Вермахта од 1939. године означила је почетак Другог светског рата у Европи.
Инвазија је почела 1. септембра, недељу дана после потписивања пакта Рибентроп-Молотов. Завршила се 6. октобра до када су Немачка и Совјетски Савез поделили и анектирали целу Пољску, док је њена војска капитулирала. Влада Пољске се није предала док је радила и у међувремену је отишла у избеглиштво, заједно са остацима војске, морнарице и авијације.

## Предисторија
После три узастопне деобе Пољске у другој половини XVIII века (1772, 1793. и 1795. године) између Русије, Аустрије и Пруске, пољска држава је нестала са карте Европе. Она је као држава поново успостављена тек после Првог светског рата. Према Версајском споразуму 1919. године, добила је од Немачке део Западне и Источне Пруске, Познањску Област и горњи део Шлеске, а за излазак на море образован је Коридор кроз Пруску и Померанију. Данциг (Гдањск) на граници између Коридора и Источне Пруске проглашен је за Слободан град Данцинг под надзором Друштва народа.
У првим годинама после Првог светског рата, у спољној политици Пољска се наслањала на западне силе, нарочито Француску, да би се касније, када је до изражаја дошла „пуковничка лига“, са пуковником Беком као министром спољних послова, оријентисала према Немачкој, те је тако била изложена економском и политичком утицају нацистичке Немачке. Иако је више година водила кампању против Пољске због Коридора, Немачка је, после доласка Хитлера на власт, закључила са њом 1934. године Пакт о ненападању. Хитлер је 30. јануара 1937. пред Рајхстагом поново изјавио да ће Пакт о ненападању олакшати односе између две земље. Док се Пољска на тај начин успављивала лажном безбедношћу, Немачка се за то време спремала да анектира Аустрију и уништи Чехословачку. Пољска није увидела предстојећу опасност, нити значај поделе Чехословачке, већ је тај поступак Немачке прихватила, па чак и фаворизовала. Међутим, Хитлер је намеравао да се окрене против Пољске чим изврши окупацију Чехословачке. Он је 24. новембра издао директиву Врховној команди да изврши припреме за изненадну окупацију слободног града Данцига. Да би се пак Пољска и даље задржала у уверењу да јој не прети никаква опасност од Немачке, Хитлер је 30. јануара 1939. у Рајхстагу изјавио да је у бурним месецима прошле године пријатељство Немачке и Пољске било један од фактора који су улили поверење у стабилност политичког живота Европе, а неколико дана пре тога Рибентроп је у Варшави рекао да Немачка и Пољска могу очекивати будућност са потпуним поверењем, заснованим на слободној бази узајамних односа.
После успостављања протектората над Чешком и Моравском, закључења немачко-словачког уговора, повратка Мемела Рајху и склапања трговинског уговора и блиских економских односа са Литванијом, Немачка је у марту 1939. стварно обухватила Пољску са севера, запада и југа те је одмах поставила на дневни ред и пољско питање.
Крајем априла 1939. Немачка је почела да оптужује Пољску због одбијања немачких понуда које су се односиле на решење питања Данцига и Коридора. Изговарајући се непријатељским држањем Велике Британије и Француске (које су у марту дале гарантије Пољској), као и Пољске, Хитлер је 28. априла 1939. одбацио немачко-британски поморски споразум и немачко-пољски пакт о ненападању. Он је тада изјавио да Пољска, под утицајем стране пропаганде, жели да мобилише своје снаге, иако јој са немачке стране не прети никаква опасност. Међутим, и ова изјава Хитлера, као и све остале његове изјаве, била је лажна, јер је он већ 23. маја 1939, на конференцији са највишим војним руководиоцима, саопштио своју одлуку о нападу на Пољску. Он је тада нагласио да та одлука није донета због тога што није постигнут споразум у погледу Данцига, него зато што је окупација Пољске потребна за проширење немачког животног простора и за снабдевање Немачке потребним сировинама. То је, по његовом мишљењу, најпогоднији моменат за напад на Пољску, јер се она налази у ситуацији какву Немачка може само пожелети.
А кад су Немци закључили Пакт о ненападању са Совјетским Савезом и тиме привремено избегли опасност једновременог вођења рата на више фронтова, Хитлер више није чекао резултате преговора око Данцига и Коридора већ је наредио да 1. септембра 1939. немачке оружане снаге изврше напад на Пољску.
Пољска није имала неких значајнијих природних линија за одбрану, изузев Карпате на јужној граници и реке Нарев, Вислу и Сан у унутрашњости земље. Пролазни само на извесним превојима, Карпати су се с југа могли лако бранити. Од њих се у правцу Кракова и ка Лублину пружа брдовито земљиште које прелази у висораван Галиције; као доста комуникативна и пролазна ова територија је подесна и за операције мотомеханизованих и оклопних снага. Северно од поменуте територије, од Познања ка Варшави и даље на исток до Припјетских Мочвара (Пољесје), пружа се пространа средња пољска равница, најважнији и највећи део Пољске, са добрим путевима и развијеном железничком мрежом, и погодним условима за извођење операција. Та равница прелази на северу у брдовити појас незнатне висине, који се од немачке Помераније протеже ка Источној Пруској, Литванији и Белорусији. У Коридору, ниско брдовито земљиште западно од Гдиње представља извесну природну препреку надирању правцем север — југ или исток — запад.
Припјетске Мочваре у источној Пољској знатно отежавају извођење операција, нарочито при лошем времену. Басен Висле, чија површина износи близу 200 000 km², представља колевку пољског народа и основицу пољске државе. Та зона у којој се стичу многи путеви има велики стратегијски и економски значај.
Пољској је претила највећа опасност из Источне Пруске, која је Коридором била одвојена од остале територије Рајха. Истина, у случају једне снажне концентричне пољске офанзиве, Источна Пруска могла би се брзо освојити, јер би за прво време могла рачунати само на неколико сопствених дивизија, пошто је са Рајхом била у вези једино преко мора. Међутим, ако би Немци својом офанзивом брзо пресекли Коридор и пребацили трупе у Источну Пруску, или ако би тамо морским путем упутили снаге још пре почетка рата, онда би та област послужила као база одакле би немачке снаге могле обухватити пољске положаје источно од реке Висле. За Пољску би ово било утолико опасније што је територија Источне Пруске била близу Варшаве. Стратегијско-географски положај Пољске још више се погоршао у марту 1939, када је Словачка прогласила независност и пришла Немачкој, јер је Пољска тада била обухваћена и са јужне стране.
Данцишко питање, поред политичког, имало је и стратегијски значај. Пољска није смела дозволити да Немачка заузме слободну територију овога града, јер би тиме и Гдиња била онемогућена као пољска поморска база. Зато Пољаци, с обзиром на основне потребе одбране земље, нису хтели да пристану на промену статута слободног града Данцига. Међутим, одбрана Коридора, а тиме и Данцига, била је веома тешка — не само због његовог узаног пространства, него нарочито због изложености његових бокова удару из Помераније и Источне Пруске. С друге стране, западни део Пољске, најбогатији и индустријски најразвијенији, био је знатно изложен широком обухвату, тако да су трупе немачког Рајха већ унапред биле у повољнијим условима.

## Немачке снаге пред инвазију
Супротно устаљеном мишљењу, Немачка у време избијања рата за њега није била спремна, односно, по објективним критеријумима, била је у много инфериорнијем односу у поређењу с почетком Првог светског рата. С друге стране је у квалитативном смислу била у великој предности у односу на своје противнике.
То се можда најбоље одржавало у копненој војсци - Вермахту. Иако је поновно наоружавање ван версајских оквира отпочело још године 1933. Немачка је још увек заостајала за западним силама по питању модерне опреме, поготово тенкова. С друге стране, у раздобљу када се држала версајских критеријума, Немачка је смела да има малу професионалну војску, што је довело до ригорозне селекције и филтрације најспособнијих кадрова који ће после бити срж Хитлерове војне машине.
Други важан фактор у корист Немаца била је склоност новим идејама као и настојање да се избегну грешке које су довеле до пораза у претходном рату. Немачки војни стратези на челу с генералом Хансом фон Сектом су још крајем двадесетих, узимајући у обзир немачки недостатак нафте и других стратешких сировина, закључили како се победа у будућем рату може извојевати једино брзим ударом, при чему би се користиле новоразвијене форме оружја као што су тенкови, механизоване јединице и авијација. Та се доктрина назвала блицкриг, односно муњевити рат, те је на почетку представљала готово сигуран рецепт за немачке војне успехе. С друге стране, Немачка ипак није била у стању у потпуности искористити њене могућности, пре свега због недовољног броја модерних превозних средстава, што ће се исказати у каснијим фазама рата.
Блицкриг је битно утицао и на развој Луфтвафеа, немачког ратног ваздухопловства које је у року од само неколико година постало једна од најимпресивнијих оружаних формација на свету - како бројем, тако и извежбаношћу људства. Немци су тридесетих година развили модерне типове ловачких и бомбардерских авиона којима су били у стању створити ваздушну надмоћ над већином противника. Али, с друге стране, већина тих авиона су били углавном на непосредну подршку копненим снагама, те су се врло брзо исказали не баш тако ефикасни у другим улогама.
Кригсмарине или ратна морнарица је била најслабији вид немачких оружаних снага због версајских ограничења која су је била свела на готово симболичку оружану формацију. Она су укинута тек 1930-их година када је већ било касно да нови бродови у градњи битно утичу на ток ратних операција. Немачка слабост на мору одразиће се већ на самом почетку.

## Ток инвазије
Пре избијања непријатељстава, Пољска је већину војске концентрисала на границама, настојећи да демонстрира вољу за отпором, односно да крене у противофанзиву ако се укаже прилика. Тиме је, с обзиром на пољски геостратешки положај, Немцима омогућена прилика да на самом почетку изведу серију обухватним маневара којима ће пољске снаге бити одсечене од своје позадине и почесно присиљене на предају.
Дан после инцидента код Глајвица, немачке трупе су без објаве рата напале Пољску са севера, југа и запада. Први напад одиграо се 1. септембра 1939. у 4:45 ујутру, када је немачки бојни брод Шлезвиг-Холштајн почео да бомбардује пољски гарнизон на полуострву Вестерплате. Гарнизон од 180 пољских војника је 7 дана одолевао нападу.
Све наде Пољака да ће се успети одбранити су врло брзо распршене из два разлога - Немци су, користећи технике блицкрига, у потпуности изненадили Пољаке брзином свог напредовања, а француска офанзива у Сарској области, која је требало да растерети Пољаке, одмах је заустављена.
После пораза пољских снага у бици на Бзури средином септембра, немачке трупе су заузеле западну Пољску и стекле одлучујућу иницијативу. Пољске трупе су се повукле на југозапад планирајући дуготрајни отпор на Румунског коридора, где би им у помоћ притекле Француска и Велика Британија.
Дана 3. септембра 1939. Француска и Уједињено Краљевство су објавили рат Немачкој, пошто су се уговором обавезале да ће штитити Пољску. Њихове војне активности су биле минималне и нису Пољској донеле никакво стварно војно олакшање.
По тајном немачко-руском уговору о ненападању од 24. августа 1939, снаге Црвене армије су 17. септембра ушле у источну Пољску и без неког већег отпора избио на унапред договорену демаркациону линију која мање-више одговара данашњој пољској граници.. Овим су Пољски одбрамбени планови потпуно осујећени. Суочена са два фронта, пољска влада је наредила хитну евакуацију свих својих трупа у неутралну Румунију.
Део пољске војске је избегао у Румунију, одакле ће прећи на Запад, док је остатак заробљен до почетка октобра. Источни део Пољске анектирао је СССР, а западни постао део тзв. Генералног гувернмана у саставу Трећег рајха.

## Граничне битке (1. - 3. септембра)
Немачко ратно ваздухопловство је 1. септембра у 4,45 часова, изненада, без објаве рата, напало Пољску, бомбардујући многа места, нарочито у северном, западном и централном делу земље. Непрекидни ваздушни напади били су усмерени нарочито на пољске аеродроме, фабрике наоружања, везе и саобраћај, ради спречавања мобилизације и концентрације трупа и изоловања пољских армија на граничном фронту. Немачко ваздухопловство је већ после два дана потпуно овладало небом и уништило преко половину пољских авиона, тако да је могло да се потпуно ангажује за подршку сопствених копнених снага.
Дана 1. септембра у 5 часова, немачке копнене снаге су прешле у општи напад на фронту од Источне Пруске до Словачке, упућујући своје главне ударе у правцу Млаве, против Коридора, на горњу Варту и на пољску Шлеску. Главне снаге 3. немачке армије извршиле су напад правцем према Млави и Хожељу, на спој Модлинске армије и Наревске групе, али је овај напад одбијен, уз велике губитке тенкова због пољске противтенковске ватре из утврђења у рејону Млаве; међутим, пољске коњичке јединице биле су попустиле, па су Немци заузели Хожеље. У току 2. и 3. септембра Немци су успели да заузму и Млаву, да униште 8. пољску дивизију и да источно од Млаве забију дубок клин скоро до Нарева, наилазећи само на слабији отпор.
Напад на област Коридора извршила је 4. немачка армија из Помераније, уз садејство деснокрилног (21.) корпуса 3. армије из Источне Пруске. После тешких борби од 1.—3. септембра, Немци су пресекли Коридор и уништили 9. и 27. пољску дивизију и једну коњичку бригаду, која је вршила коњичке јурише на немачке тенкове. Пошто су се пољске трупе повукле на канал код Бидгошћа и према граду Торуњу, Немци су успоставили везу између Помераније и Источне Пруске.
На одсеку горње Варте, 8. и 10. немачка армија извршиле су напад на Лођску армију и на десно крило Краковске армије, усмеравајући главни удар у правцу Радомска и Ченстохове. 1. септембра око подне, 4. оклопна дивизија прешла је Варту преко неоштећених мостова, док су на осталом делу фронта Лођске армије постигнути само локални успеси у правцу Вјелуња. И поред тешких борби у току 2. септембра, Пољаци су пружили јак отпор у утврђењима око Ченстохове и успели да одрже своје положаје све до предвече, када је попустила деснокрилна (10.) дивизија Лођске армије испред Сјерађа, која се, после тешких губитака, повукла ка предграђу ове вароши. Због тога се у току ноћи 2./3. септембра морала повући и цела армија, тако да је ускоро прекинута веза између ове армије и Краковске армије, пошто је дотле била потучена и одбачена према Ченстохови и њена деснокрилна — 7. дивизија.
Пошто је 4. немачка оклопна дивизија 3. септембра заузела Радомско и Камјењск и угрозила правац ка Пјотркову, командант Лођске армије је на брзину поставио један слабији застор испред Пјотркова, а из бојазни од обухвата града Лођа с југа, почео је да припрема заламање своје армије између р. Варте и р. Видавке, фронтом према југозападу, и између р. Видавке и р. Пилице, фронтом према југу. Он је на тај начин желео да осигура везу свога левог крила са Пруском армијом пошто је оно висило у ваздуху после прекида споја са Краковском армијом. На десном крилу, 14. немачка армија извршила је једновремен напад из Словачке, Моравске и Шлеске, с циљем да окружи и уништи Краковску армију и обезбеди заузимање шлеског угљеног басена. Она је у току првог дана избила у висину Катовица, приближила се Живјецу и Хабувки и уклинила се (5. оклопна дивизија) у правцу Пшчина.
Следећег дана, 2. септембра, трупе 14. армије овладале су линијом Скочов — Зивјец — Рабка, док се Краковска армија, после тешких борби, повукла на линију Завјерће— Жомбковица — р. Сола — Љиманова. Командант армије тражио је одобрење од пољске Врховне команде да се са армијом повуче око 180 km на исток, на положаје р. Нида — р. Дунајец, пошто је сматрао да је армија угрожена услед продора 5. немачке оклопне дивизије, тим пре што је већ био утрошио скоро све своје резерве. Иако је Врховни командант најпре енергично одбио овај предлог, он га је на крају прихватио, тако да се Краковска армија 3. септембра почела повлачити на нове положаје на поменутој линији. Немци су успели да пређу р. Солу, да заузму Скочов, Бјалу, Мишљенице и Љиманову и да упуте брзе јединице да гоне Пољаке.
Као што се види, Немци су за прва три дана рата постигли одлучујуће успехе код Млаве, у Коридору, код Ченстохове и у Шлеској. Благодарећи својој знатној надмоћности и подршци ваздухопловства, они су успели да сломе и потисну изненађене пољске снаге, које су дотада биле прикупљене на граничном фронту.

## Операције западно од Висле (4. - 17. септембра)
После постигнутих успеха у граничним биткама, Немци су следећих дана наставили операције у циљу даљег пробијања фронта и уништења пољских армија западно од Висле. Они су на левом крилу, од 4.—6. септембра, успели да скоро без отпора форсирају Нарев код Розана и да тиме одвоје Модлинску армију од Гродновске и Наревске групе. Њихове трупе на овом крилу појачане су 19. оклопним корпусом (3. и 10. оклопна и 2. и 20. моторизована дивизија) генерала Гудеријана, који је из састава 4. армије пребачен преко Источне Пруске на лево крило 3. армије и отпочео припреме за директно угрожавање велике рокадне линије Варшава - Бјалисток - Вилна. 4. армија је наступала ка Варшави обема обалама Висле, а 8. армија према истоку, с тим што је њен 10. корпус образовао фронт према северу. Пошто се на тај начин стварала празнина према северном боку Јужне групе армија, формиран је један одред од граничних јединица, једног пука 62. пешадијске дивизије и делова 252. пешадијске дивизије, са задатком да попуни ту празнину и да обезбеди Јужну групу армија од дејства Познањске армије која дотле још није била јаче ангажована.
Немачка 10. армија искористила је успех код Ченстохове и кроз насталу брешу између Лођске и Краковске армије хитно упутила оклопне и брзе јединице ка подручју Пјотркова и Томашова Равског, а затим општим правцем ка Варшави. За затварање ове бреше Пољаци су ангажовали своју Пруску армију из стратегијске резерве, али по деловима, тако да она није постигла жељени резултат, јер су три њене дивизије (19, 29, 12) биле потучене и растурене, док је немачка 4. оклопна дивизија, из састава 10. армије, 5. септембра заузела Пјотрков, а сутрадан Томашов Равски. Битком код Пјотркова 10. армија је успела да отвори варшавски пут: Пјотрков - Рава Мазовјецка и да уништи знатан део резерви пољске Врховне команде.
У бици код Лођа од 4.—6. септембра, у комбинацији са операцијом код Пјотркова, 8. и 10. армија усмериле су свој главни удар на спој између Познањске и Лођске армије и на јужни део борбеног поретка Лођске армије, док су моторизоване јединице вршиле обухват с југа у правцу Лођа.
Лођска армија је била на положајима источно од Варте и Видавке. Немци су 5. септембра ликвидирали један њен мостобран код Сјерађа, уништили пољску 10. дивизију, прешли преко Варте и Видавке и снажним и брзим нападима принудили Пољаке на повлачење ка Лођу. Командант Лођске армије узалуд је по- кушао да изврши противнапад са 2. дивизијом из армијске резерве. Пошто се око подне тога дана јужно од Лођа појавила 1. оклопна дивизија, из састава 10. армије, Пољаци су се повукли на линију Руда Пабјаничка - Тушињ, ради непосредне одбране Лођа. Према наређењу Врховне команде, Лођска армија се следећег дана имала повући на Гору Калварју, јужно од Варшаве, и пребацити преко Висле. Међутим, њено повлачење је почело откривати позадину и комуникације Познањске и Померанске армије, чији је положај био утолико тежи што је 8. армија, продором у правцу средње Висле, и уз садејство 4. армије, претила да их одсече од осталих пољских снага.
На десном крилу, 14. немачка армија је 4. септембра, у рејону Старог и Новог Сонча и нешто северније, нападала десно крило Карпатске армије, правцем између Новог Сонча и Закљичина. Пошто је била обухваћена, Карпатска армија се морала повући на линију Бобова - Грибов, а потом у правцу р. Вислоке, тако да је откривен јужни бок Краковске армије која се налазила западно од града Кракова: одакле се имала повући на р. Ниду и Дунајец.
Повлачење Краковске армије извршено је без већих борби, сем на јужном армијском крилу, чији је правац одступања био угрожен нерначким продором код Закљичина. Она је 6. септембра била на Ниди и Дунајецу, без везе са Карпатском армијом и знатно угрожена на своме јужном крилу продором Немаца ка Тарнову, који је заузет 7. септембра. На тај начин, 14. немачка армија је од 4.—6. септембра заузела целу област пољске Шлеске и град Краков и онемогућила Пољацима организовање одбрамбеног фронта на р. Дунајецу. Међутим, и поред постигнутих успеха, ситуација на северном боку Јужне групе армија још увек није била сасвим повољна услед могућег дејства Познањске армије, те су из резерве ове групе армија послате још две дивизије ради ојачања левог крила 8. армије.
После извршених немачких пробоја од 4.—6. септембра, настала је тешка ситуација за пољске снаге западно од Висле. Немачки тенкови били су на 100 km од Варшаве. Пруска и Лођска армија биле су потучене, организација одбране на Дунајецу онемогућена, а Нарев се на знатном делу налазио под контролом Немаца. Стање Познањске и Померанске армије било је повољније, али су и њима биле угрожене одступнице и комуникације.
После пријема извештаја о таквом стању својих армија, Врховни командант пољске војске, 6. септембра увече, издао је наређење: да командант Наревске групе прикупи код Розана снаге које су биле разбијене; да Модлинска армија држи линију Буг - Нарев - Висла; да се Померанска и Познањска армија повуку што је могуће брже према Варшави (али им није одредио ни правце ни мостове за прелаз преко Висле); Пруска армија је такође имала да се повуче преко Пилице и Висле, између утока р. Пилице и Анапола; док је Карпатска армија, пошто у свој састав прими трупе Краковске армије које се налазе на десној обали Висле, имала да организује одбрану на Дунајецу и Карпатима. Он је после тога, ноћу 6./7. септембра, отишао у Брест Литовск, камо је претходне ноћи отишла и Врховна ко- манда, тако да је због тога настала још већа тешкоћа у одржавању веза са армијама.
После пробоја пољског фронта, Немци су предузели стратегијску експлоатацију својих успеха. Пошто је време било лепо и суво, немачке брзе јединице, снажно потпомогнуте ваздухопловством, лако су наступале и ван путева, изводећи смеле обухватне маневре с циљем да највећем броју пољских дивизија спрече пребацивање источно од Висле, док су оклопне и моторизоване јединице 10. и 14. армије предузеле маневар ради окружења и уништења Краковске и Пруске армије.
После 6. септембра Краковска армија је имала само 22, 23. и 55. пешадијску дивизију и 1 коњичку бригаду, пошто су њене остале јединице ушле у састав Карпатске армије. Она је 7. септембра на р. Ниди била у додиру са истакнутим брзим немачким деловима, а предвече је пристигла и немачка пешадија. Немци су гонили Краковску армију у три колоне: десна правцем Краков - Опатовјец, средња правцем Мјехов — Буск и лева правцем Равка — Хмјељник — Сандомјеж. Већ 7. септембра увече, немачки лаки делови леве колоне избили су код Сташува око 40 km источно од Ниде. Због тога је Краковској армији наређено да се повуче на источну обалу Висле, коју је имала прећи код Баранова. Под веома јаким немачким притиском, Краковска армија се, ноћним маршевима, уз веома тешке борбе повлачила ка Висли. Међутим, пошто су се јединице немачке средње колоне, у своме наступању, појавиле код Буска и претиле да јој пресеку одступницу, она је организовала јак отпор јужно од Осијека, да би се добило времена за израду моста на Висли. Иако су Немци снажно бомбардовали мост из ваздуха, пољске јединице су ипак 12. септембра успеле да пређу Вислу, сем једне коњичке бригаде: она је била одбачена ка североистоку и тек је после тешког повлачења прешла Вислу код Анапола. Краковска армија се 13. септембра налазила у рачви Висле и Сана у доста добром стању, иако је била изгубила знатан део опреме, и спремала се да организује одбрану на р. Сан.
3, 19. и 29. пешадијска дивизија, из састава Пруске армије, налазиле су се на простору Радом - Коњскје - Кјељце, док су остале јединице ове групе биле растурене после пораза код Пјотркова и Томашова Равског, тако да су, после узалудних покушаја да се пребаце преко Висле, 9. септембра положиле оружје и капитулирале. Да би уништили и ове преостале јединице Пруске армије, Немци су 8. септембра упутили један лаки корпус преко Кјељца на Скажиско и Иљзу, један моторизовани корпус у правцу Радом — Козјенице и 5. оклопну дивизију, из састава 14. армије, левом обалом Висле на Зволен. (Ова дивизија је касније упућена на р. Сан.). Иако је командант пољских снага ноћу 6./7. септембра издао наређење за хитно повлачење преко Висле, код Пулавија и Демблина повлачење је почело тек увече 7. септембра, пошто је наређење касно стигло до јединица. Како је до Висле требало стићи у три ноћна марша, а Немци су већ 8. септембра успели да пресеку одступницу пољским трупама, настале су тешке борбе у којима су Пољаци поражени, јер су немачке јединице убрзо појачане артиљеријом. Сутрадан је наређено јединицама Пруске армије да одступају ка истоку како могу, те је настало опште расуло. Пруска армија је уништена, а спасло се једва око 3 000 људи, без спреме и материјала.
После уништења Пруске армије, 1. и 4. оклопна дивизија 10. армије хитно су упућене општим правцем ка Варшави и Гори Калварји, да пресеку одступницу Лођској армији. 8. септембра 1. оклопна дивизија стигла је до јужних предграђа Варшаве, али без подршке пешадије није могла да се пробије у варош; 4. оклопна дивизија је заузела Гору Калварју и образовала два мостобрана на десној обали Висле. Иза оклопних јединица, усиљеним маршевима, хитале су ка Варшави 18. и 19. пешадијска дивизија да би пружиле подршку приликом заузимања града.
За то време Лођска армија бранила је Лођ на линији Констатинов - Руда Пабјаничка - Тушињ у непосредној близини града. Пошто се притисак Немаца нарочито испољио са правца Ујазда, ова армија се ноћу 7./8. повукла источно од Лођа, у који су Немци одмах ушли. Даље повлачење ка Гори Калварји било је немогуће, те су јединице упућене ка Варшави. Међутим, 1. оклопна дивизија пресрела је јединице Лођске армије код Прушкова и принудила их да промене правац одступања и крену ка Модлину, кроз Кампиноску Шуму. Пошто Немци на овом подручју нису имали веће јединице, Лођска армија је успела да се под јаким борбама пребаци преко Висле, тако да се 13. септембра увече налазила на подручју Модлина. Иако је борбена вредност њених јединица, после тешких борби у току седмодневног одступања, била знатно умањена, она је ипак представљала солидан ослонац за стварање одбране дуж речне линије.
Померанска и Познањска армија, које су се још налазиле на левој обали Висле и које су чиниле најважнију групу пољске војске, имале су се повући на Вислу, ради организовања новог одбрамбеног фронта. После битке у Коридору, Померанска армија, која се 6. септембра налазила у висини Бидгошћа, а једним делом на десној обали Висле, на линији Голуб - Торуњ, отпочела је ноћу 6./7. септембра повлачење, с намером да 9. септембра избије на линију Влоцлавек - Бжесћ Кујавски - Избица, а потом да настави одступање ка Варшави; док се Познањска армија 8. септембра прикупила на подручју Кутна, са истуреним обезбеђењем према р. Варти.
Како је одступница ових армија била доста угрожена дубоким продором немачке 8. армије ка Лођу, командант Познањске армије поднео је предлог Врховној команди да са својом армијом изврши један противудар ка југу, а потом да се повуче на исток. Врховна команда је најпре овај предлог одбила, а потом га одобрила, с тим да намеравану операцију изврше Померанска и Познањска армија, почев од 10. септембра. Међутим, ситуација армија у погледу одступања знатно се погоршала за време од 6.—10. септембра, јер су немачке оклопне јединице избиле у област Варшаве. 4. армија је наступала обема обалама Висле ка линији Плоцк - Коло, а 8. армија ка простору Коло — Лођ, са извесним дивизијама према Озоркову и Гловну. То значи да су 4, 14, 15, 16, 17, 25, 26. и 27. дивизија и три коњичке бригаде из Померанске и Познањске армије и неки остаци разбијених дивизија Лођске армије били обухваћени са свих страна на ширем простору Кутна.
Напад пољске ударне групе од 5 дивизија (4, 14, 16, 17. и 25.) отпочео је 10. септембра општим правцем Кутно - Лођ, са наслоном крила на Варту и Вислу, док су 3 дивизије (15, 26. и 27.) и 3 коњичке бригаде углавном осигуравале њене бокове. Овај напад се до 13. септембра успешно развијао, тако да је 8. немачка армија у два маха била у кризи, нарочито 30. пешадијска дивизија која је имала широки фронт на левом крилу армије. Међутим, Немци су успели не само да ка Кутну концентришу снаге 4, 8. и 10. армије (око 16 дивизија) него и да са правца Варшаве врате своју 4. и 1. оклопну дивизију ка западу, тако да су од 13. септембра преузели иницијативу и отпочели концентричне нападе са запада, југа и истока ради уништења пољских армија. Пољаци су им пружили огорчен отпор и, нарочито у ноћним нападима, наносили им тешке губитке све до 21. септембра, када су морали да капитулирају, пошто су били сабијени на узани простор Кутна и непрекидно били бомбардовани авијацијом и артиљеријом. Само незнатни делови 15. и 25. дивизије, по неколико стотина људи из 4, 16, 17. и 26. дивизије и око половине ефектива две коњичке бригаде успели су да се спасу пребацивши се преко Висле ка Варшави, док је у немачко заробљеништво пало око 170 000 људи. Померанска и Познањска армија биле су уништене.

## Последице
Војне операције су окончане 6. октобра, а већ 8. Немачка је анектирала западну Пољску и Слободни град Данциг. Остатак територије организован је у Генерално губернаторство. Совјетске власти су у своме подручју почеле да легитимизују своју власт (администрација, избори).
У инвазији је погинуло око 65.000 пољских војника, Немци су заробили 420.000, а Совјети 240.000. Око 120.000 пољских војника је избегло у Румунију и Мађарску, 20.000 у Летонију и Литванију, од којих је већина успела да се на крају евакуише у Француску и Британију. Већи део морнарице се склонио у Британију.
Немачка је у нападу изгубила 25 % своје ратне авијације и еквивалент од једне оклопне дивизије. У људству је изгубила 10.572 погинулих, 3.409 несталих и 30.322 рањених.
Током немачке окупације Пољске у Другом светском рату припадници СС и дела регуларних јединица немачке војске су покушали да плански ликвидирају пољске интелектуалце, свештенике, индустријалце, племиће и Јевреје.